# 帝京高等看護学院
帝京高等看護学院（ていきょうこうとうかんごがくいん）とは、東京都板橋区にある看護専修学校。設置者は学校法人帝京大学。帝京大学板橋キャンパスおよび帝京大学医学部附属病院に隣接している。

## 教育理念
帝京高等看護学院の教育理念は、社会の変化する状況に対応できる看護教育をめざし、専門職に必要な幅広い知識と視野で物事をとらえられる能力を身につけ、人間としてよりよい生き方を追求する態度を育成するである。

## 設置学科
- 学科
  - 看護学科（3年制）

## 所在地
- 〒173-8605 東京都板橋区加賀2-17-10

## 年表
- 1972年 - 開設。2年制。
- 1979年 - 3年制へ。

## 交通アクセス
- JR埼京線 十条駅より徒歩10分
- 都営地下鉄三田線 板橋本町駅より徒歩13分